# Oost
Oost (en limburguès Oêsj) era una petita senyoria del comtat de Dalhem durant l'antic règim, que es troba en l'actualitat al municipi d'Eijsden-Margraten a la província de Limburg (Països Baixos) a la riba dreta del Mosa.
El nom Oost prové de Santa Augusta, antiga patrona de l'església. Situat en la zona on la frontera lingüística després de l'ocupació romana entre les llengües romàniques i germàniques va moure sovint, la influència del való hi queda en molts topònims. El primer esment escrit Oies data del 1163. Correspon a l'evolució del llatí augustus que donà el català agost, el való awousse, el francès antic aoust o el neerlandès oogst. La paraula només és un homònim amb oost, neerlandès modern per al punt cardinal est. Hi ha autors que no accepten aquesta etimologia.
El primer esment del castell data del 1364. A la fi de la Guerra dels Vuitanta Anys el 1661, després del Tractat de partició amb la Corona de Castella el seu territori va ser cedit als Estats Generals dels Països Baixos. El 1761 els senyors d'Eijsden van adquirir-lo, però quedava sota la jurisdicció del tribunal de 's-Gravenvoeren-Dalhem. Des del 1795 durant un breu temps va ser un municipi que ja el 1828 va ser afegit a Eijsden. El 1831 passà a Bèlgica, però després del Tractat de Londres (1839) Guillem I dels Països Baixos va recuperar Maastricht i la part de Limburg entre de la riba dreta del Mosa i la frontera alemanya. Des dels anys 1950 els va explotar els jaciments de grava entre el castell i el Mosa. El paisatge agrícola típic es va transformar en una sèrie de llacs i estanys, avui utilitzat parcialment per la navegació esportiu.

## Llocs d'interés
- El Castell Oost, propietat privada[5]
- Unes masies senyorials com la Schillingshof i la Sint-Agathahoeve[3]